# Gemonische Treppe
Die Gemonische Treppe ist ein antiker Treppenbau in Rom, der – eventuell teilidentisch mit der heutigen Via di S. Pietro in carcere – vom Kapitol über das Forum Romanum zum Tiber hinabführte und dabei am Staatsgefängnis, dem Carcer Tullianus, entlanglief.

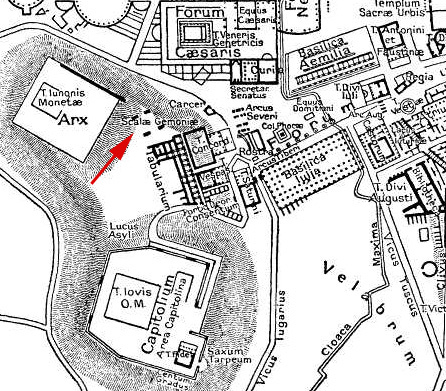
Wahrscheinliche Position der Gemonischen Treppe (scalae Gemoniae, Pfeil) unterhalb des Kapitols aus einem Stadtplan Roms in der Kaiserzeit

Zuerst erwähnt werden die lateinisch scalae Gemoniae genannten Stufen zur Regierungszeit des Tiberius. Dabei wird der Name fälschlicherweise von lateinisch gemo (d. h. ich seufze) abgeleitet, stammt aber eher vom Eigennamen Gemonius her. Wie offenbar zuerst unter Tiberius wurde auch in der folgenden Römischen Kaiserzeit die Gemonische Treppe als Ort für Hinrichtungen oder als Ort für die öffentliche Ausstellung der Hingerichteten verwendet. Unter den ersten, deren Leichname dort in entehrender Absicht ausgestellt wurden, war im Jahr 31 der Prätorianerpräfekt Lucius Aelius Seianus. Tiberius verdächtigte ihn des Mordkomplotts an seinem designierten Nachfolger Caligula und ließ ihn mitsamt seiner Familie hinrichten. In der Folgezeit fielen weitere vermeintliche Verschwörer der Verfolgung des Tiberius zum Opfer und wurden zum Teil auf der Gemonischen Treppe ausgestellt. Zu jenen, die dort verhöhnt, gefoltert und hingerichtet wurden, zählte auch der römische Kaiser Vitellius im Jahr 69. Die Rolle der Treppe bei öffentlichen Hinrichtungen von vermeintlichen Staatsfeinden ist noch im 5. Jahrhundert bezeugt.
Was auf der Gemonischen Treppe vor sich ging, folgte dabei nicht immer demselben Muster. Nach der Hinrichtung im Tullianum, der traditionellen Hinrichtungskammer des Carcer Tullianus, oder der Hinrichtung auf der Gemonischen Treppe selbst wurde der Leichnam dort manchmal liegen gelassen, bis die Verwesung fortgeschritten war, oder er wurde gleich mit einem Haken die Treppe hinab durch die Stadt geschleift. Außerdem ist ebenfalls die Rede davon, dass manche Leichname von einem aufgebrachten Mob oder Tieren zerrissen worden sein sollen. Nach der öffentlichen Zurschaustellung, die der Entehrung der Delinquenten diente, wurden die sterblichen Überreste üblicherweise in den Tiber geworfen, so dass sie ins Tyrrhenische Meer hinabtrieben.
Plinius der Ältere berichtet über den Hund eines Gefolgsmannes des Titus Sabinus, der im Jahr 28 längere Zeit bei seinem getöteten Herren auf der Gemonischen Treppe verweilte, ihm Fleisch zum Essen brachte und, als der Leichnam in den Tiber geworfen wurde, schließlich hinterhersprang und versuchte, den Toten vor dem Versinken zu retten.
Nach altrömischer Jenseitsvorstellung war den im Meer treibenden Toten der Zugang zur Unterwelt verwehrt. Der Gesichtsverlust und die Versagung des Zugangs zum Jenseits muss in altrömischer Vorstellung die Androhung dieser Hinrichtungsart um ein Vielfaches verschlimmert haben. So behauptet Sueton in der Absicht, die Grausamkeit des Tiberius während seiner letzten Lebensjahre zu unterstreichen, dieser habe keinen Tag ohne Hinrichtung verstreichen lassen, und alle Exekutierten – 20 pro Tag – seien auf die Gemonische Treppe geworfen und mit Haken zum Tiber geschleift worden.